# Nun Kun
El Nun Kun és un massís format per dos cims de l'Himàlaia: el Nun, 7.135 m i el pic veí Kun, 7.077 m. El Nun és el pic més alt de la part de la serralada de l'Himàlaia del costat indi de la línia de control de Jammu i Caixmir, tot i que hi ha pics més alts a la part índia de la serralada del Karakoram. El massís està situat a prop de la vall de Suru, a uns 250 km a l'est de Srinagar, la capital de Caixmir. El Kun està situat al nord del Nun, i els separa una planúria nevada d'uns 4 km de llargada. El pic Pinnacle, 6.930 m, és el tercer més alt del grup.